# 울티마 온라인
울티마 온라인(Ultima Online)은 울티마의 세계를 배경으로 오리진에서 리차드 개리엇이 개발하여, 1997년 9월 24일에 발표한 온라인 게임이다. 현재 출시된 MMORPG 장르의 기반이 되었고, 오늘날에도 많은 게임들이 가장 이상적인 게임으로 참고를 하며, 현재는 EA에서 운영을 한다.
울티마 온라인은 많은 MMORPG의 기반이 되었다. 지불수단으로는 신용카드와 게임쿠폰을 사용했으며, 플레이어의 문제점을 실시간으로 처리해 주는 게임마스터가 도입되었고, 게임마스터에 따라서 게임 내부의 이벤트 등을 개최하거나, 게임 내부의 버그를 실시간으로 상담하는 시스템을 개설하였다. 또한 게임에 대한 정보가 많던 코어유저들에게 카운셀러의 직급을 주어 준 게임마스터에 해당하는 능력을 부여하기도 하였다. 최초의 샌드박스형 게임으로 분류되고 있다.
국내유저들은 처음에는 국내 서버가 없었기에, 레이크 슈페리어와 나파벨리와 같은 해외 서버를 이용하였으나, T2A가 정식으로 국내에 수입된 다음부터 데이콤에서 서버사업을 통해 아리랑 서버가 추가, 그 뒤로 인기몰이를 하자 발해서버도 추가 되었으며, PVP전용 서버인 백두서버까지 총 3개를 운영 하였다.
2013년 5월 기준으로 백두서버는 폐쇄 되었고, 아리랑과 발해는 일본의 서버로 옮겨서 운영한다.

## 역사
울티마 온라인(Ultima Online)은 리처드 개리엇이 동료들과 만든 작은 프로젝트에서 시작하였다. 그들이 만든 작은 프로젝트는 판타지를 근간으로 하는 롤 플레잉 게임을 만드는 것에 있었다. 그들이 만든 울티마씨리즈는 인기를 거듭하여 씨리즈를 계속하여 출시하였고, 울티마 온라인은 그중 가장 인기가 높았던 울티마6를 기반으로 온라인 게임으로 출시를 하였다.
발매이래 여덟 번의 확장팩과 수십가지의 무료 컨텐츠가 업데이트되었다.
- 두 번째 시대(The Second Age) - 1998년 10월 1일 - 게임 내 채팅 시스템과 새로운 몬스터의 패치와 함께 잃어버린 땅이라는 새로운 대륙을 선보였다. T2A라고도 부른다. 국내에서 처음으로 정식 발매된 패키지로 EA코리아에서 수입 판매하였다.

- 르네상스(Renaissance) - 2000년 5월 4일 - 세계의 크기가 두배로 늘어난뒤, 브리타니아 세계에서는 대륙을 두개로 양분화 하게 되었고, 각각의 명칭을 구대륙을 펠루카, 신대륙을 트라멜로 명명하게 되었다. 트라멜의 세계에서는 살인PK가 허용되지 않았다. 펠루카는 어둠의 시대가 되었으며 PVP를 위한 무대로써 제공되었다.

- 세 번째 새벽(Third Dawn) - 2001년 3월 7일 - 에버퀘스트와의 경쟁을 의식한 것인지, 3D클라이언트가 포함되어 만들어졌다. 하지만 일부분만 3D로 만들어진 탓에 유저들의 부적응 사태를 만들어 내기도 하였다. 이 확장팩으로 새로운 대륙인 일쉐나가 추가되었다.

- 로드 블랙쏜의 복수(Lord Blackthorn's Revenge) - 2002년 2월 24일 - 향상된 게임 인공 지능과 게임 내 도움말 및 컨텐츠를 개선, 새 캐릭터는 토드 맥팔레인에 의해서 디자인되어 암흑시대의 컨셉으로 제작되었다.

- 어둠의 시대(Age of Shadows) - 2003년 2월 11일 - 새로운 대륙인 말라스가 추가되었으며, 새로운 직업으로 팔라딘과 네크로맨서가 추가되었다. 개인이 직접 집을 꾸밀수 있는 하우징 시스템이 도입되었고, 기존에 있던 아이템들의 스킬과 능력이 향상되었으며, 스킬의 영향을 받는 게임에서 처음으로 시도되는 직업 개념이 추가되었다는 점에서 구 유저와 신 유저 사이의 호불호가 명확하게 갈리는 계기가 되었다.

- 사무라이 제국(Samurai Empire) - 2004년 11월 2일 - 고대 일본의 직업인 사무라이와 닌자가 추가되었으며, 새로운 대륙인 토쿠노섬이 추가되었다.

- 몬데인의 유산(Mondain's Legacy) - 2005년 8월 30일 - 울티마 역사상 최초로 종족이라는 개념이 추가되어, 엘프 종족이 추가되었다. 또한 종족 특성으로 인한 스킬을 최초로 부여하였다.

- 스티지언 어비스(Stygian Abyss) - 2009년 9월 8일 - 새로운 종족인 가고일이 추가되었으며, 가고일 종족을 위한 스킬과 컨텐츠가 추가되었다. 아이템에 능력을 추가 부여하는 개량 시스템이 생겼다. 게임의 스타일이 많이 변해버린 탓으로 많은 불만을 들었던 제작사는 클래식 클라이언트와 신규 클라이언트 2종류의 클라이언트를 통해 게임을 플레이 할 수 있도록 지원하였다.

- 하이 시즈(High Seas) - 2010년 10월 12일 - 하이 시즈는 확장팩과 부스터팩을 겸하여 발매되었다. 확장팩의 내용으론 시스템적인 변화보다 해상전 관련 컨텐츠로 배의 종류와 이동방식, 무기, 배의 피해와 수리, 해적선과 무역선, 보스 몬스터와의 조우, 해상시장 등이 추가 되었으며, 낚시에 관련된 여러가지가 추가되었다. 부스터팩의 내용으로는 업그레이드시 집의 보관량 20% 증가, 새로운 음식 레시피, 채광 자원등이 추가된다.

## 문제점
퍼스트에이지 시절은, 게임 밸런스가 맞지 않아 유저들의 불만이 어느 정도 팽배해 있었다. 당시로서는 MMORPG가 전혀 생소한 개념이었기 때문에 유저들의 불만이 비교적 적은 편이었고, 밸런스에 대한 논란이 거의 일어나지 않았다. 그러나 일부 선구자들 사이에서 퍼스트에이지는 혹평에 시달리는 게임의 하나이고, 지금은 이에 대해 논하는 것 조차 금기시 될 정도이다.
세컨드에이지에 들어서면서 게임은 자리를 잡기 시작했다. 폭넓은 자유도와, 하우징 시스템을 바탕으로 자기만 또는 자신의 길드들의 역사를 써내려가는 시스템이 극찬을 받았다.
- 한창 서비스가 진행될 당시, 캐슬(울티마 온라인에서 가장 큰 집)이 100만원을 초과하는 금액에 거래된 시절이 있다. 이와 유사하게 OSI에 근무한 GM이 자신이 불법으로 제조한 돈을 거래해 유저들에게서 원성을 사기 시작했다.

게임의 몰락의 원인은 크게 3가지로 꼽힌다.
- 제작자인 리처드 개리엇과 원 제작자들의 이탈.
- EA로 배급사 변경. 변경후 T2A와 르네상스에 따른 패치를 통해 게임내의 긴장감이 박탈되고 자유도가 낮아졌다는 평가를 받게 됐다. 이후로도 많은 경영상의 문제점이 지적되어 왔다.
- 게임의 방향성 변화. MMORPG의 선구자 라는 평가를 받아왔지만, 후속 패치에서는 오히려 다른 게임을 따라하려고 한 부분이 엿보인다. 특히 어둠의시대(Age of Shadows)에 따른 게임변경은 대부분의 유저들이 떠나가는 계기를 제공하였다.

## 기타 사항
- 상기 확장팩 이외에 클라이언트의 업그레이드 개념의 킹덤 리본(Kingdom Reborn)이 2007년에 출시되었다.
- 울티마 온라인의 두 개의 속편이 제작되었으나 발표되기 전에 취소되었다. 두 작품의 제목은 울티마 월드 온라인: 기원(2001년 취소), 울티마X(2004년 취소)이다.